# جيمس فرانكلين باتن
جيمس فرانكلين باتن هو محامي وقاضي وسياسي أمريكي، ولد في 13 فبراير 1925 في ويتشيتا في الولايات المتحدة، وتوفي في 27 سبتمبر 1996 في بيلينغز في الولايات المتحدة. نشط حزبياً في الحزب الجمهوري. وقد انتخب عضو مجلس نواب مونتانا ‏ وانتخب عضو مجلس النواب الأمريكي ‏.